# Parafia św. Stanisława BM w Ręcznie
Parafia Świętego Stanisława Biskupa Męczennika w Ręcznie – parafia rzymskokatolicka w Ręcznie. Należy do Dekanatu Gorzkowice archidiecezji częstochowskiej. Została utworzona w 1399 roku. Kościół parafialny powstał w 1618 roku na miejscu zniszczonej starej świątyni. Podlegał później gruntownym przebudowom w latach: 1701, 1820-25, 1850, 1894-97. Obecnie kościół (pw. Przemienienia Pańskiego) jest wpisany do rejestru zabytków z nr. A/63 (9.10.2008), łącznie z bramą-dzwonnicą oraz cmentarzem przykościelnym (w tym ogrodzenie).